# Adele Bloch-Bauer I
Adele Bloch-Bauer I lub Złota Adela – obraz autorstwa Gustava Klimta (1862–1918). Uważany jest za jedno z najważniejszych dzieł Klimta i austriackiej secesji (secesji wiedeńskiej).
Podczas kampanii medialnej dotyczącej powrotu obrazów utraconych podczas Anschlussu, będących dziedzictwem Republiki Austrii, był czasami określany „ikoną” tożsamości kulturowej kraju.
Według doniesień prasowych obraz sprzedano w 2006 roku za rekordową cenę 135 milionów dolarów (106,7 mln euro), był to wówczas cenowy rekord aukcyjny. Nabywcą dla Neue Galerie New York na Manhattanie był amerykański przedsiębiorca Ronald Lauder.

## Opis obrazu
Adele Bloch-Bauer I to obraz olejny z nałożoną na płótno srebrną folią i złotem płatkowym, o formacie 138 × 138 cm.
Ogólne wrażenie to przedstawione realistycznie, dominujące w prawej górnej ćwiartce twarz i ręce, mające przyciągać na siebie spojrzenie widza kontrastujące z płynną, ozdobną resztą obrazu o złotym odcieniu.
Obraz jest wyraźnie podzielony pionowo na dwie połowy: w prawej połowie jest przedstawiona Adela Bloch-Bauer, natomiast lewa połowa jest prawie pusta, pokazująca wnętrze, w którego dolnej trzeciej części rozciąga się rąbek sukni lub płaszcza portretowanej. Gustav Klimt w dużej mierze zrezygnował z iluzji działania przestrzeni, tak, że obraz jako całość wydaje się płaski. Naszkicowana przestrzeń cofa się za ornamentalne złote tło obrazu, na którym w salonie fotel i suknia, zlewając się, zachodzą na siebie.
Wąska figura stoi pozornie prosto, jednak po dokładniejszym przyjrzeniu się widzimy, że siedzi lub pochyla się na miękkim fotelu, zajmując całą pionową przestrzeń obrazu. Głowa znajdująca się w górnej części obrazu wydaje się wręcz odcięta. Ciemne podpięte włosy i nieproporcjonalnie duże czerwone usta podkreślają kontrast z nieproporcjonalnie bladą, biało-niebieskawą skórą na dekolcie obcisłej sukni i rękach. Adela Bloch-Bauer trzyma na piersi luźno przeplecione ręce i patrzy wprost na widza.
Wokół wąskiej sukni rozpościera się szeroki szal lub płaszcz, spływając szeroko i swobodnie z ramion do granic obrazu.
Suknia, płaszcz, fotel i tło są w znacznym stopniu pokryte złotem. Wąska suknia w zakończeniu górnej części ma wąski pas podzielony prostokątami i szerszą część z podwójnym rzędem wysokich, wąskich trójkątów. Potem następuje wzór z poprzecznie ułożonych stylizowanych oczu i dużych płaskich trójkątów. Suknia jest trochę ciemniejsza niż otaczający płaszcz z jego rozrzuconym ornamentem ze spirali i symboli przypominających liście, układających się w fałdy. Skąpo zasugerowany jest również złoty fotel w tle obrazu o powierzchni ze spiralnym wzorem i prawie brakującymi konturami.
Za tułowiem i głową znajdują się dwie duże prostokątne powierzchnie, które mogą przedstawiać poduszki o ciemnych kolorach i drobnych elementach ornamentu uwydatniających jasną twarz.
Lewa połowa obrazu może przedstawiać ścianę pokoju. Ma płaską, marmurkową, złotą powierzchnię, dolna ćwiartka jest utrzymana w zielonym kolorze i jest oddzielona od złotej powierzchni czarno-białym haftem o wzorze szachownicy. Może to sugerować zieloną boazerię lub ścianę oraz listwę odgraniczająca fotel od podłogi.

## Scena
Obraz przedstawia Adelę Bloch-Bauer (1881–1925), córkę dyrektora generalnego Wiener Bankverein, Moritza Bauera, w wieku około 26 lat. Adela Bauer w 1899 roku, w wieku 18 lat, poślubiła znacznie starszego Ferdinanda Blocha (1864–1945). Już wcześniej, jej siostra Maria Theresa Bauer, nazywana Thedy, została żoną Gustava Blocha, brata Ferdynanda. Obie rodziny przyjęły nazwisko Bloch-Bauer.
Należeli do otwartej kulturowo żydowskiej wielkiej burżuazji Wiednia w czasach fin de siècle. Ferdynand Bloch prowadził z powodzeniem cukrownię ojca będącą jedną z firm ogólnoeuropejskich. W salonie Adeli i Ferdynanda Bloch-Bauerów spotykali się artyści, pisarze i politycy socjaldemokratyczni, jak Karl Renner, pierwszy kanclerz Republiki Austrii, i Julius Tandler, anatom i społecznik.
Maria Altmann (1916–2011), siostrzenica Adeli Boch-Bauer i współdziedziczka obrazu, opisuje swoją ciotkę: Cierpiąca, zawsze z bólem głowy, dymiąca jak parowóz, bardzo delikatna i ciemna. O natchnionej twarzy, pewna siebie, elegancka.
Wśród artystów, którzy byli wspierani przez parę, Gustav Klimt już od 1899 przyjaźnił się z Adelą Bloch-Bauer. W 1901 roku ukończył portret Judith I, pół akt figury biblijnej Judyty, do którego modelem była Adela Bloch-Bauer, a co nie było znane. W 1909 powstał obraz Judith II, do którego z dużym prawdopodobieństwem też pozowała Adela.

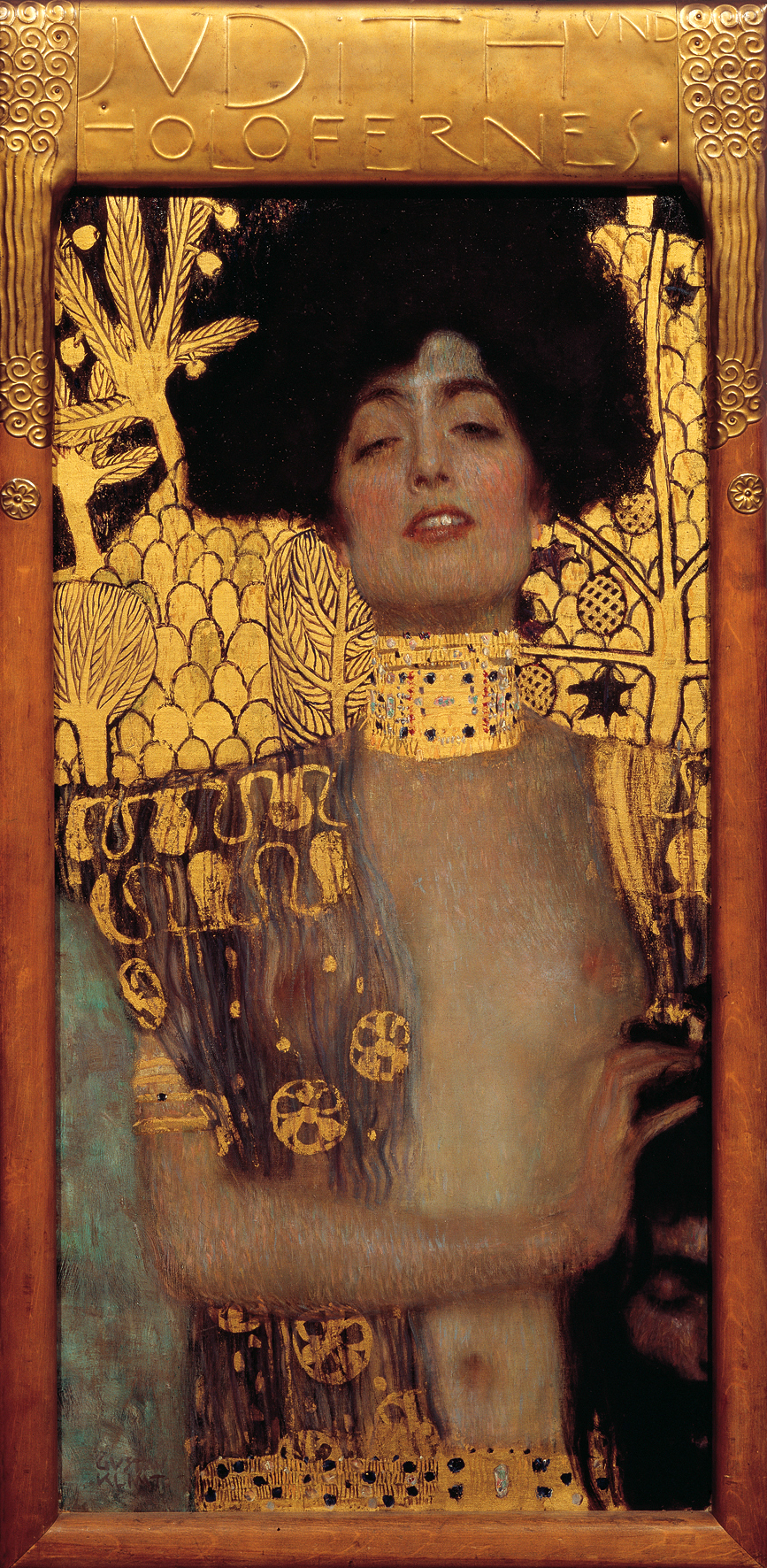
Judith I (1901)
Judith II (1909)
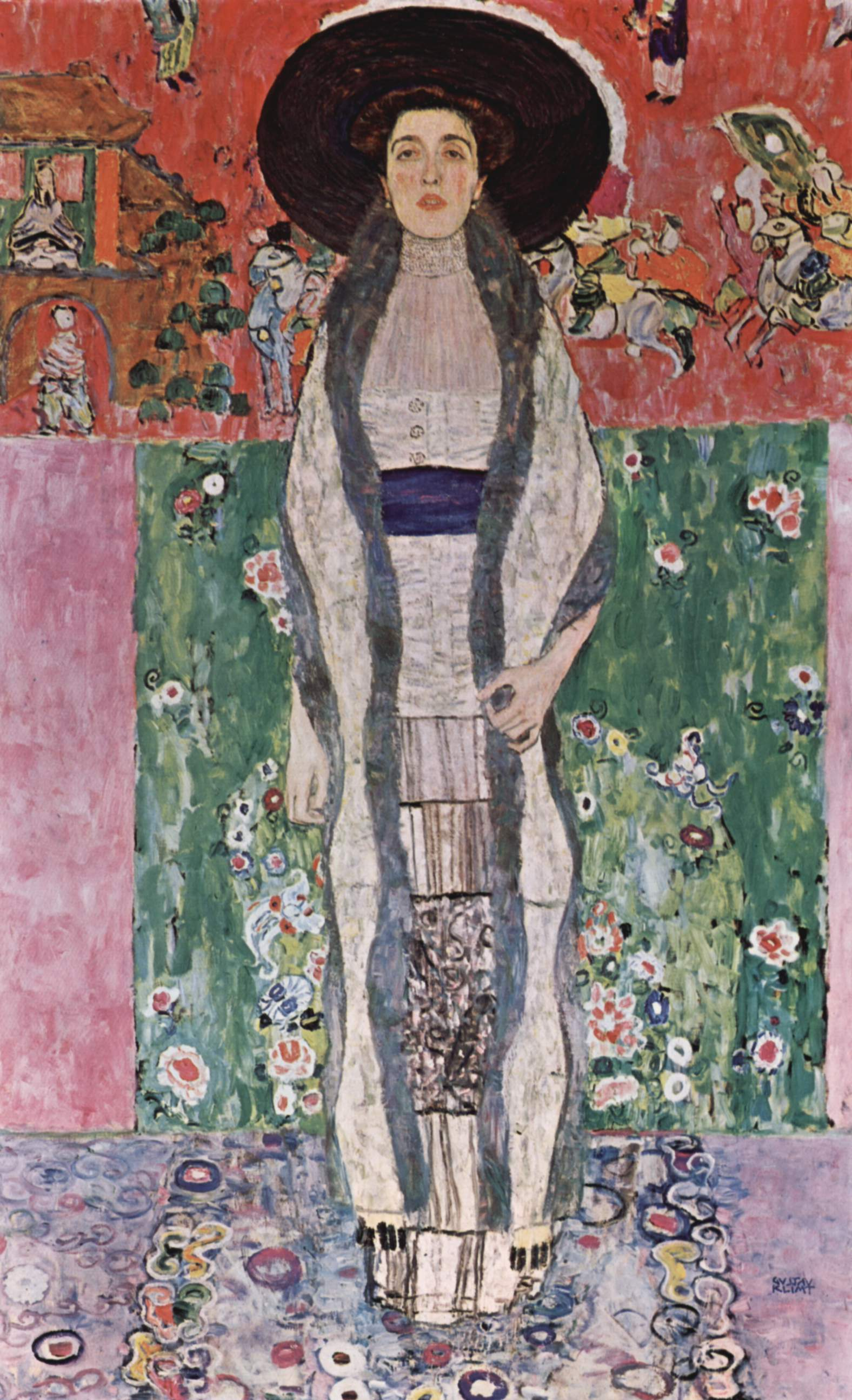
Adele Bloch-Bauer II (1912)

Oprócz portretu Adele Bloch-Bauer I, Ferdinand Bloch-Bauer kupił inny portret żony, Adele Bloch-Bauer II (1912), oraz cztery pejzaże: Birkenwald (1903), Schloß Kammer am Attersee III (1910), Jabłoń I (około 1912) i Domy w Unterach (około 1916). A także portret Amalie Zuckerkandl (1917/1918).

## Powstanie obrazu
W 1903 roku Gustav Klimt otrzymał zamówienie od Ferdynanda Blocha-Bauera na wykonanie portretu jego żony. W kolejnych latach do 1907 roku stworzył ponad 100 rysunków i szkiców i mógł sobie wyobrazić obraz Adele Bloch-Bauer I. Następujące cztery szkice wykonał czarną kredą w 1903 roku:

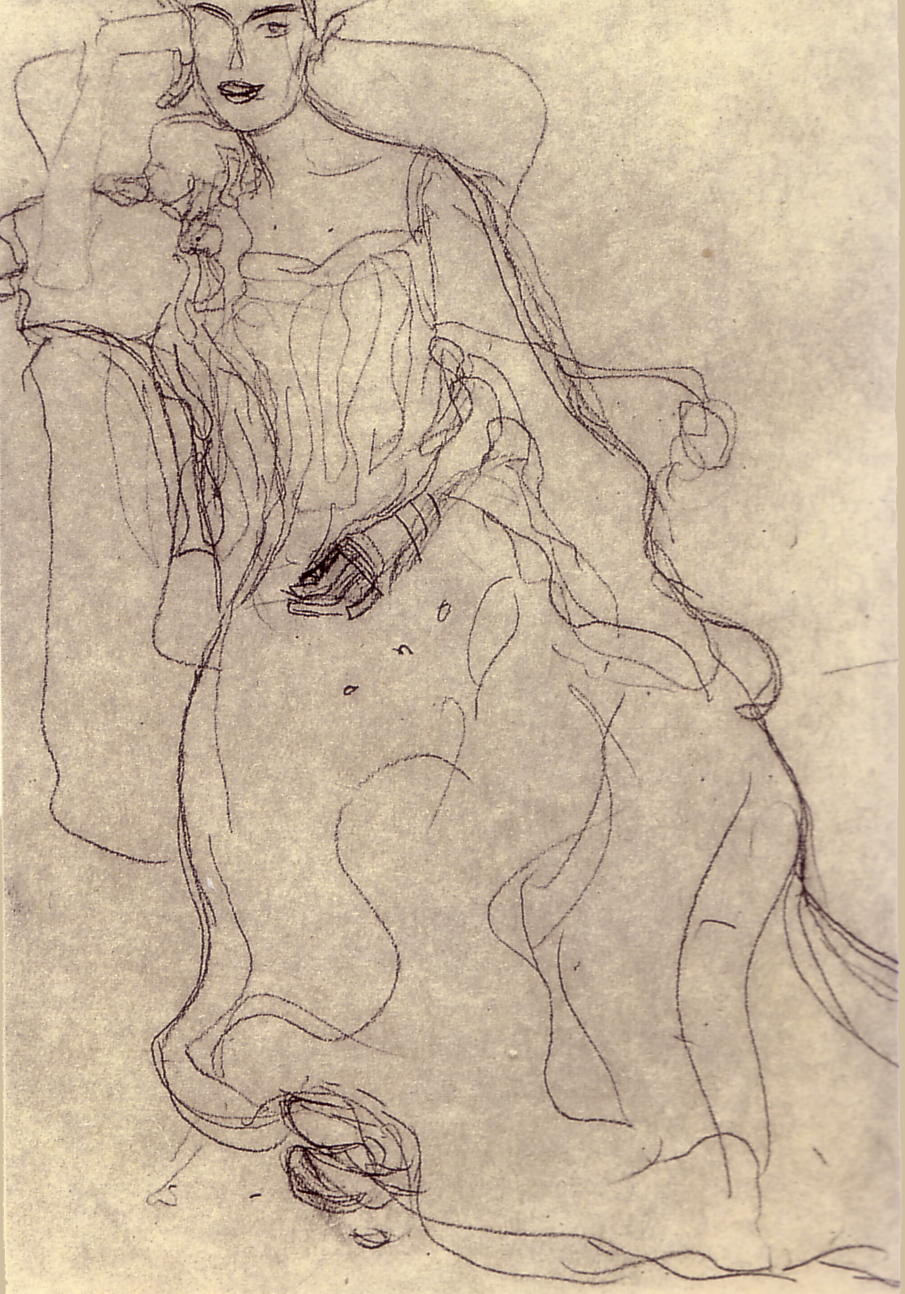
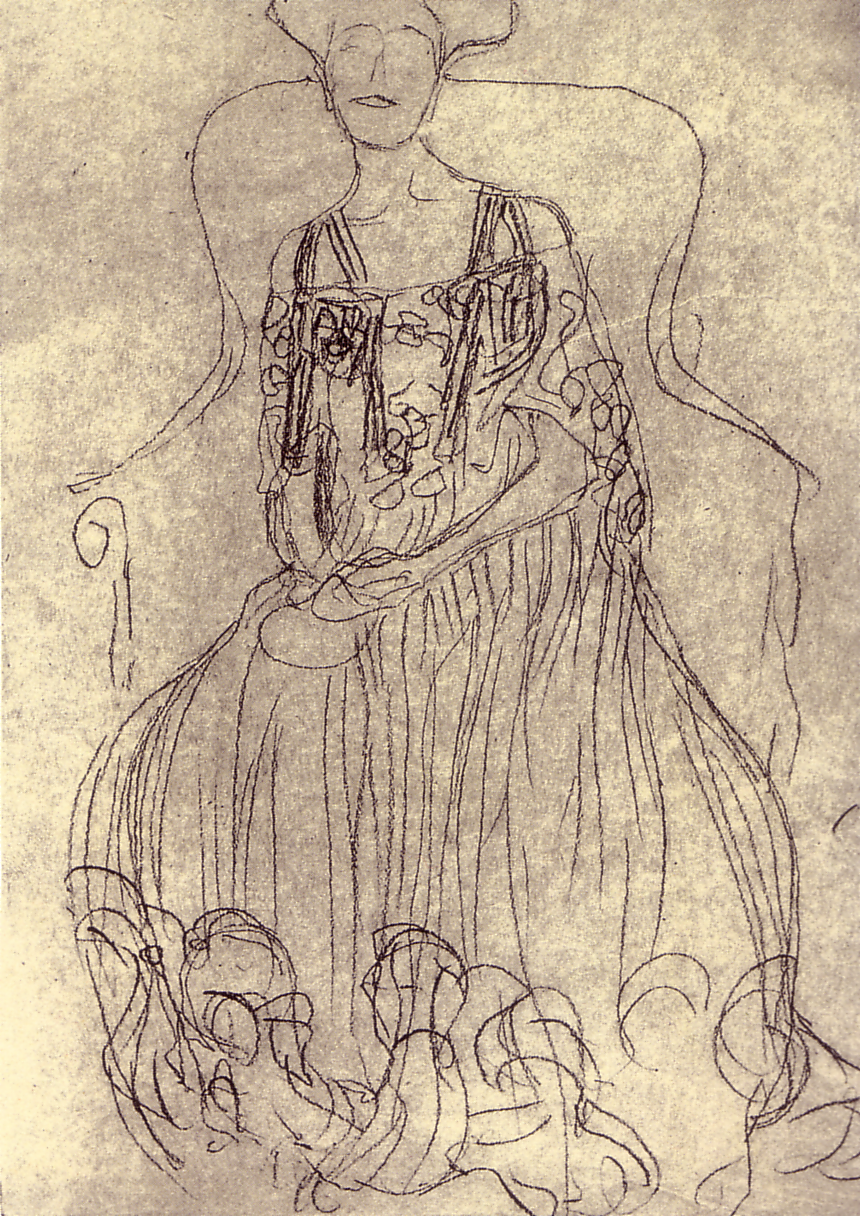
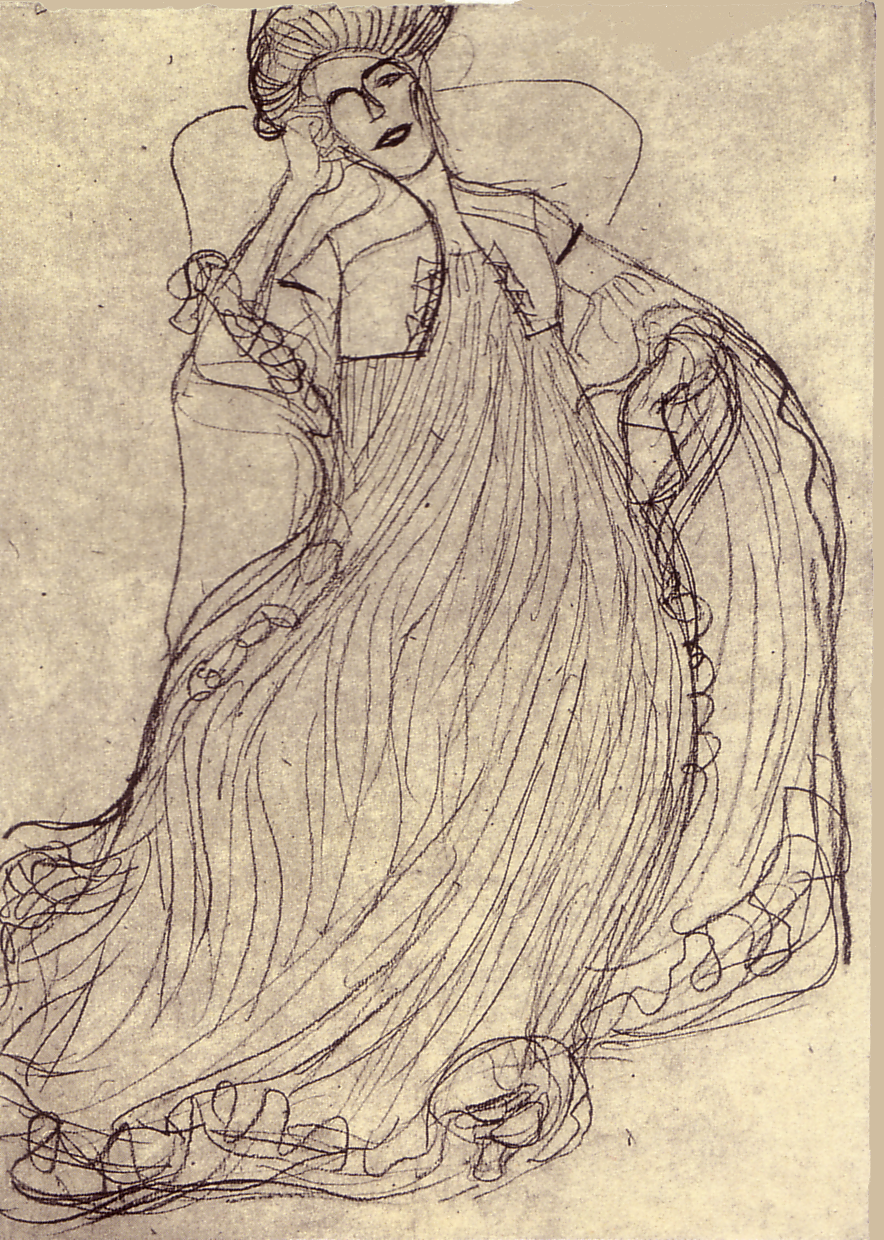
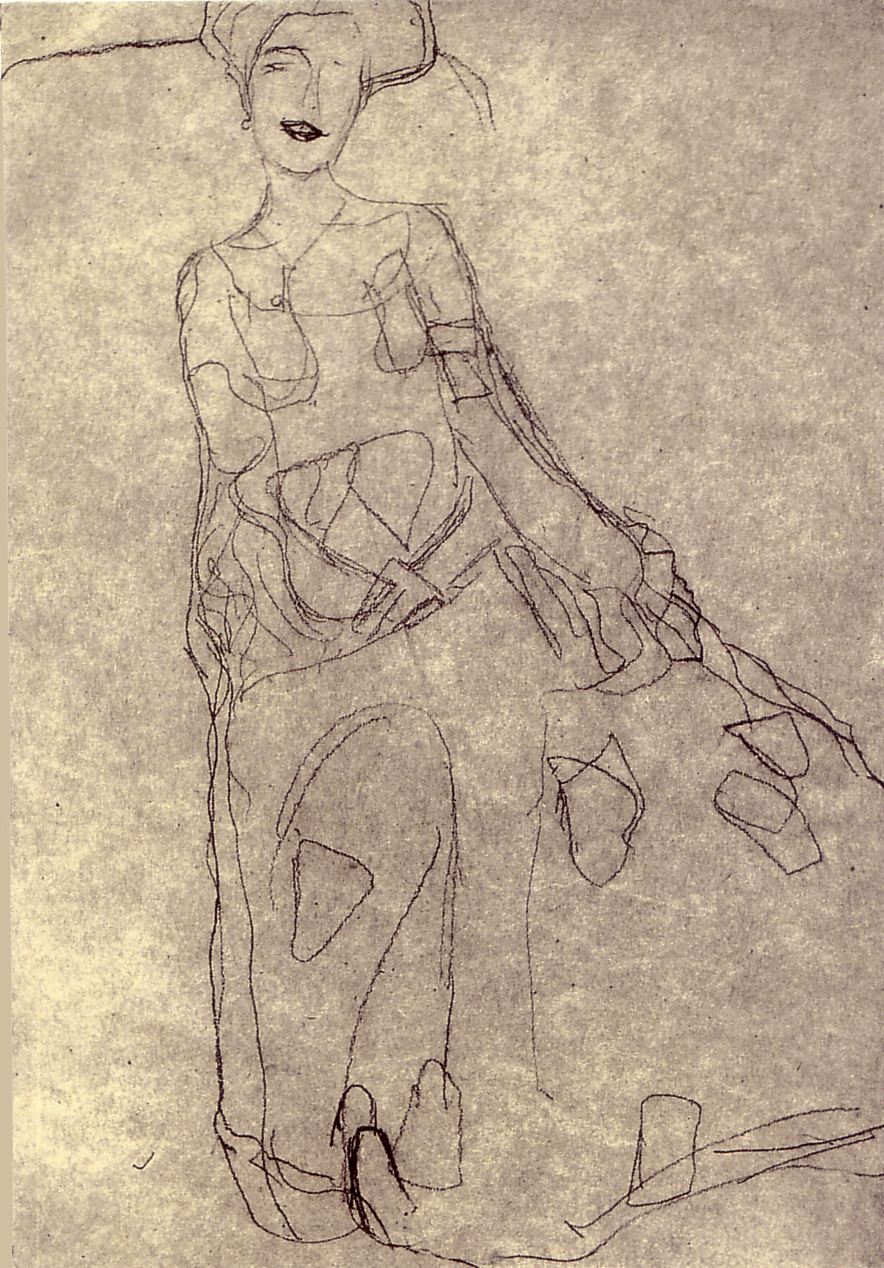

Można zauważyć, że podstawowa konstrukcja obrazu była ustalona już na tym wczesnym etapie, sporna była tylko dokładna pozycja siedzącego modela, zwłaszcza rąk i głowy.

## Technika i styl

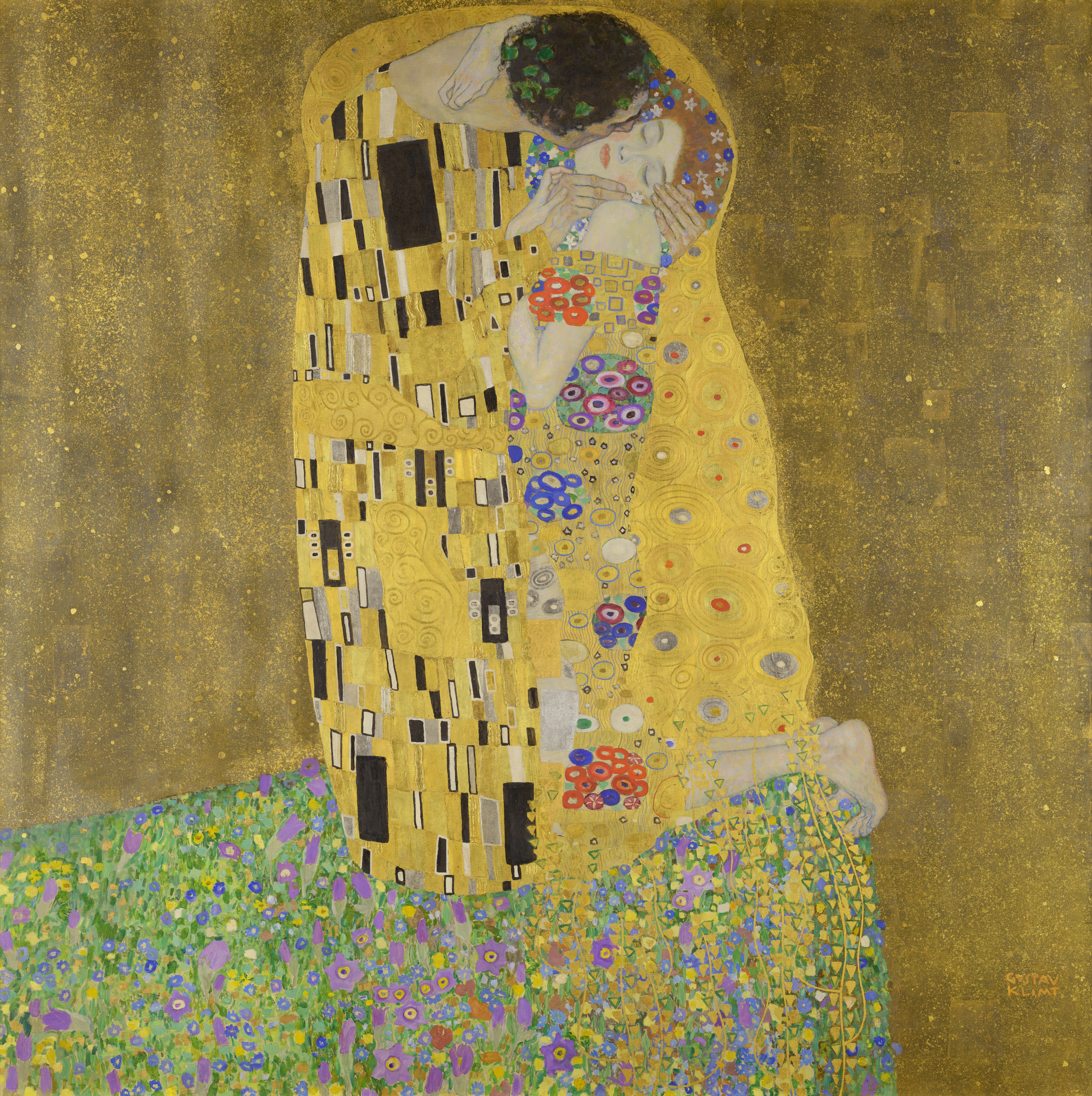
Pocałunek (1907–1908)

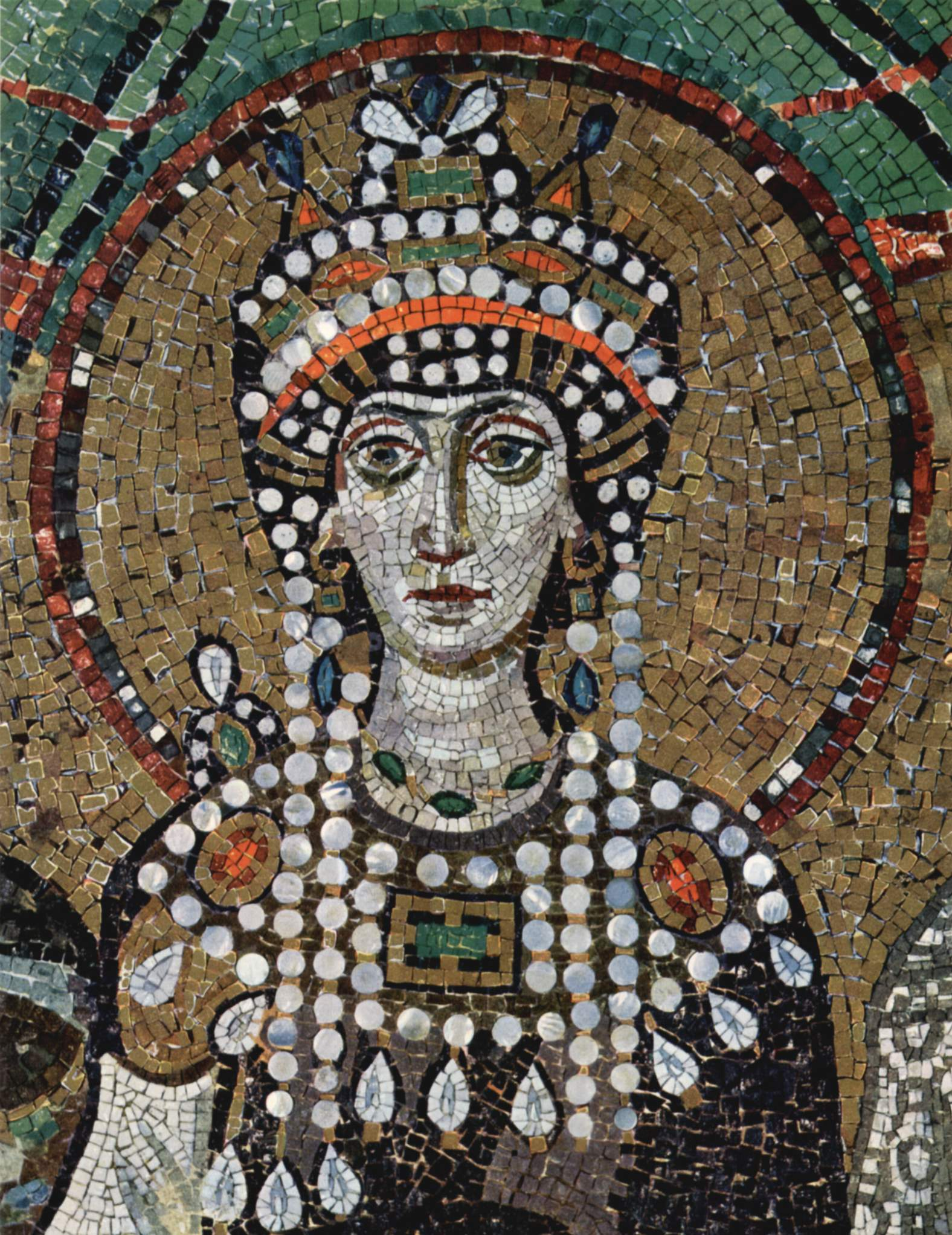
Popiersie cesarzowej Teodory, kościół San Vitale w Rawennie (6. Wiek)

Portret Adeli Bloch-Bauer pochodzi ze „złotego okresu” twórczości Klimta. W 1903 roku podczas pobytu we Włoszech w Rawennie i Wenecji wielokrotnie oglądał zdobione złotem mozaiki w kościołach. Zainspirowany tymi obrazami świętych i władców, zaczął stosować ten sposób ekspresji w tworzonych wówczas dziełach. Eksperymentował z różnymi metodami, aby otrzymać pożądaną powierzchnię prac. Oprócz malarstwa olejnego stosował w szczególności pastiglia jako jeden ze sposobów złocenia.
Tylko twarz, ramiona, ręce i dłonie są namalowane naturalistycznie. Tło, a także widoczna część stroju i fotel są tylko częściowo realistyczne, przechodząc w ornamenty o abstrakcyjnych powierzchniach, co nie pozwala na jasną orientację przestrzenną i jest charakterystyczne dla użycia gruntów, kolorów i form stosowanych przez Klimta około lat 1898–1900. Było to inspirowane sztuką bizantyjską, minojską, mykeńską, egipską oraz włoskim średniowiecznym malarstwem religijnym. Ponadto jego stylistyka pokazuje modne w tym czasie w Europie wpływy drzeworytu japońskiego ukiyo-e i malarstwa okresu Edo (japonizm). Wreszcie cechy francuskiego impresjonizmu charakterystyczne dla grupy artystów wiedeńskiej secesji, do której także należał od 1905 Klimt.
Innymi znanymi dziełami Klimta z tego okresu są Węże wodne (1904–1907), Stoclet Fries (1904–1910), zamówienie dla belgijskiego przemysłowca z Brukseli, Trzy okresy życia (1905) i Pocałunek (1907–1908), który wraz ze „Złotą Adelą” jest punktem kulminacyjnym w złotej fazie Klimta. Kobiety były w tych latach głównym motywem twórczości Klimta

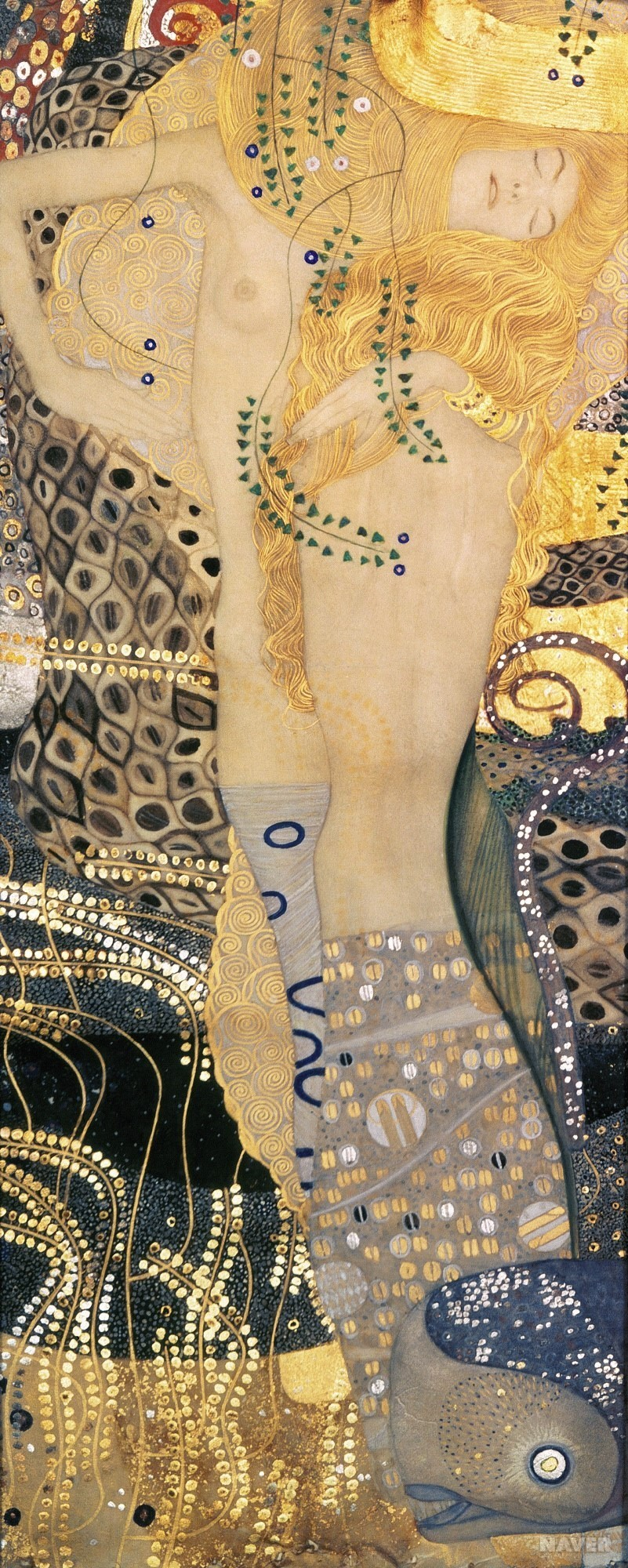
Wodne Węże I (1904–1907)
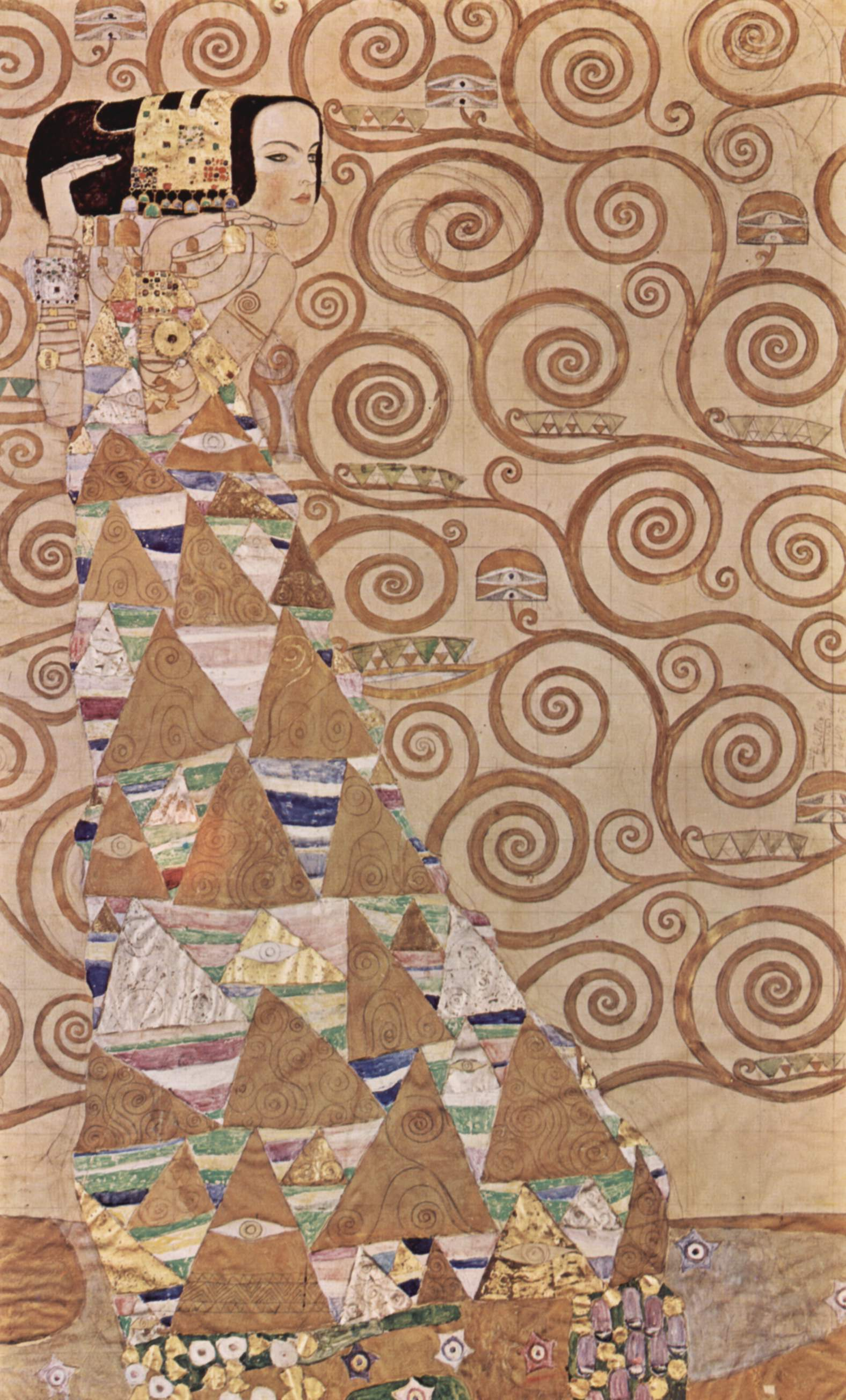
Czekam (Stoclet Fries, 1904–1910)
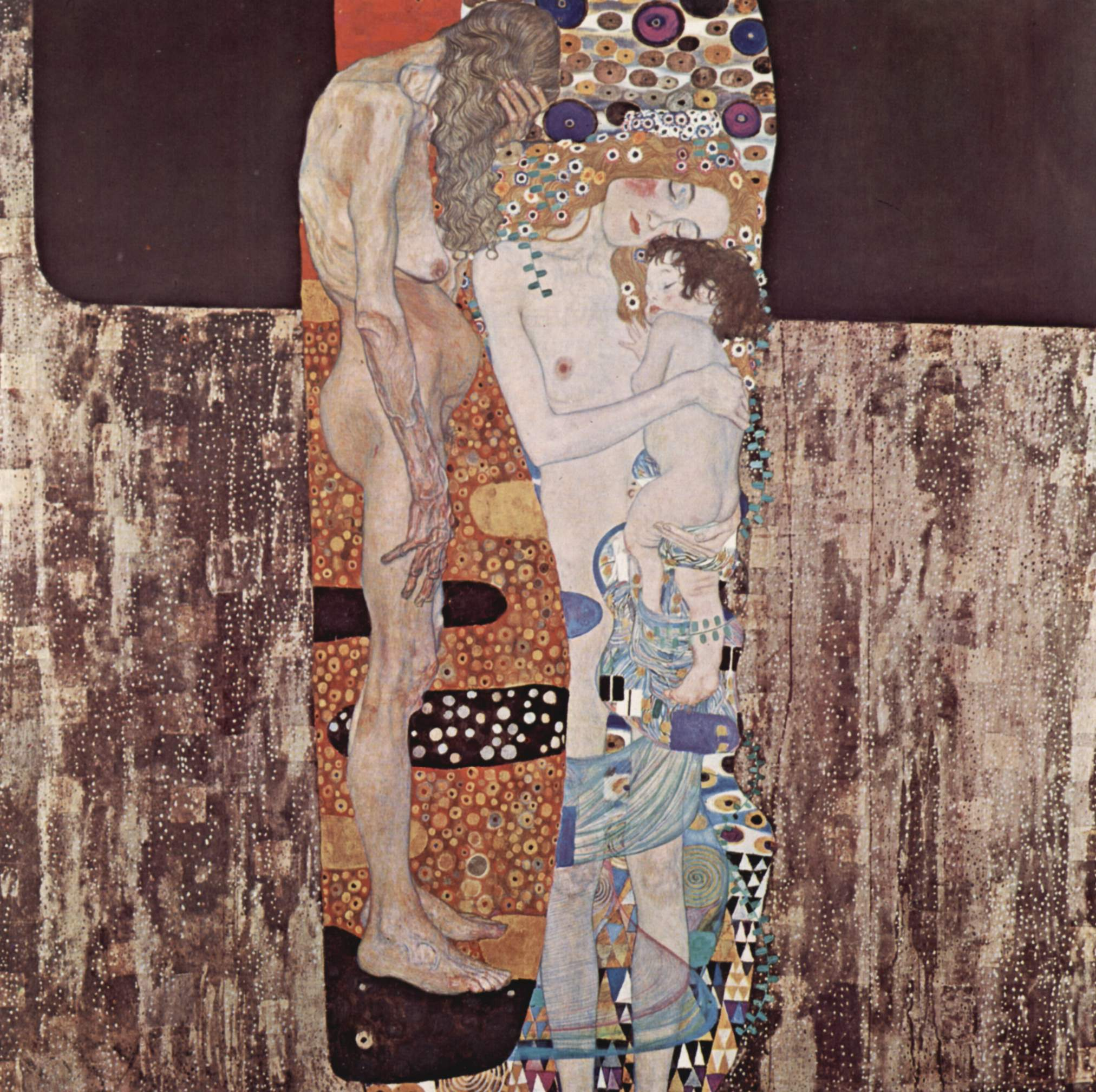
Trzy okresy życia (1905)
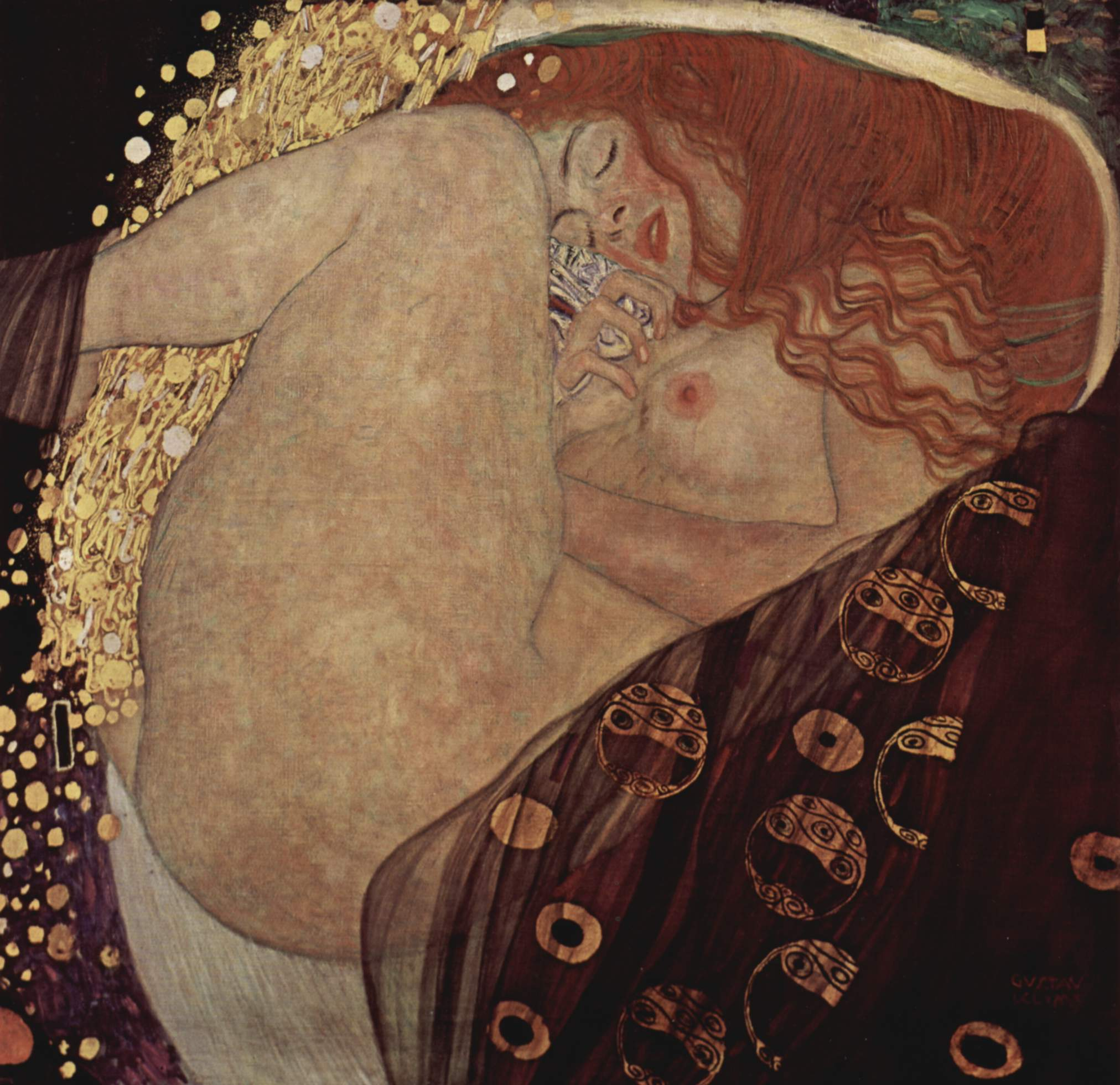
Danae (1907)

## Historia i proweniencja obrazu
Obraz Adele Bloch-Bauer I był wystawiany bezpośrednio po ukończeniu w 1907 roku w pracowni artysty w Wiedniu i pojawił się w tym samym roku po raz pierwszy jako ilustracja w czasopiśmie Deutsche Kunst und Dekoration. W tym samym roku był również na Międzynarodowej Wystawie Sztuki w Mannheim, a rok później został zawieszony na wystawie Kunstschau Wien 1908. W 1910 był częścią wystawy w sali Klimta podczas IX. Esposizione Internazionale di Venezia. Następnie, aż do 1918 roku, obraz nie był pokazywany na żadnej wystawie i wisiał w mieszkaniu Ferdinanda i Adeli Bloch-Bauerów w Wiedniu 4., Schwindgasse 10 (boczna ulica od Prinz-Eugen-Straße w pobliżu Schwarzenbergplatz), kiedy został pokazany w Kunsthaus w Zürichu. W latach 1918–1921 był wypożyczony do Österreichische Galerie Belvedere.
Adela Bloch-Bauer zmarła 24 stycznia 1925 roku pozostawiając w swoim testamencie życzenie, aby jej mąż przekazał Galerii Austriackiej będące w jego posiadaniu obrazy Klimta. „Moje 2 portrety i 4 krajobrazy Gustava Klimta, proszę, aby po śmierci mojego męża przekazano Austriackiej Galerii Państwowej w Wiedniu”. Podczas postępowania spadkowego Ferdynand Bloch-Bauer oświadczył, że obrazy były jego własnością i obiecał spełnić jej życzenie. Jeden z krajobrazów (Schloss Kammer am Attersee III) dał w 1936 roku Öesterreichische Galerie Belvedere. Adele Bloch-Bauer I został w 1937 roku w Paryżu, w ekspozycji sztuki austriackiej, a także był pokazywany w Bernie.
Gdy Austria 12/13 marca 1938 roku w wyniku Anschlussu stała się częścią III Rzeszy pod narodowo-socjalistyczną dyktaturą, Ferdynand Bloch-Bauer uciekł, najpierw do Czechosłowacji, a następnie do Szwajcarii. Obrazy pozostały, jak większość jego majątku, w Austrii. Jego posiadłość w Czechosłowacji, dolny zamek w Panenskich Břežanach, była po przyłączeniu do III Rzeszy miejscem zamieszkania Reinharda Heydricha. Ferdynand Bloch-Bauer zmarł 13 listopada 1945 roku w Zurychu, nigdy nie wróciwszy do Wiednia. Wcześniej odwołał wszelkie darowizny austriackim muzeom, anulując odpowiednie postanowienia testamentu.
Aktywa Bloch-Bauera i kolekcja dzieł sztuki, jak i innych zbiegłych obywateli żydowskich, były wywłaszczone przez narodowych socjalistów na podstawie zarządzenia urzędu podatkowego w Wieden z 24 kwietnia 1938 i poddane zarządowi niemieckiemu. Akcje jego cukrowni, które dla bezpieczeństwa zostały zdeponowane w banku w Szwajcarii, zostały w tym czasie przez nich sprzedane, znacznie poniżej wartości, niemieckiemu inwestorowi Clemensowi Auerowi.
Pozostałe w Austrii stałe i ruchome składniki majątku zostały zgodnie z prawem III Rzeszy powierzone zarządcy komisarycznemu, adwokatowi dr. Erichowi Führerowi. Zarządca sprzedał cały majątek, pałac, fabrykę, około 400 eksponatów kolekcji porcelany, obrazy z XIX w. i gobeliny. Obrazów Klimta, w tym Adele Bloch-Bauer I, nie mógł sprzedać, gdyż prace nie odpowiadały wymaganiom estetycznym nazistowskich funkcjonariuszy. Ostatecznie, w 1941, austriacka galeria o nazwie „Moderne Galerie”, kupiła obrazy Klimta Adele Bloch-Bauer I i Jabłoń I.
Małżonkowie Bloch-Bauerowie nie mieli dzieci. Spadkobiercami Ferdynanda Bloch-Bauera były dzieci jego brata i jego szwagierki: Maria Altmann, Luise Gutmann i Robert Bentley. Krótko przed śmiercią, po zakończeniu wojny, pod koniec 1945 roku, Ferdinand Bloch-Bauer korzystał z usług wiedeńskiego adwokata dr Rinescha, który miał prowadzić sprawę zwrotu skradzionego przez nazistów majątku. Rinesch pełnił tę misję, nawet po śmierci Bloch-Bauera, jako przedstawiciel ustawowy spadkobierców. Była to jednak tylko część ich dziedzictwa. Wynikało to z powojennej procedury wydawania pozwoleń wywozu składników majątku z Austrii w zamian za „aryzowane” dobra i związanym z tym „darem” części aktywów dla Austrii, co spowodowało zatrzymanie obrazów Klimta. Pozostały one w kolekcji Öesterreichische Galerie Belvedere.
Ustanowiona w 1998 roku w Austrii ustawa o restytucji dzieł sztuki dawała każdemu zainteresowanemu obywatelowi prawo wglądu w dokumenty państwowych muzeów i galerii, określających, jakie dzieła zostały zakupione. Dziennikarz Hubertus Czernin, który przeglądał te archiwa, w trakcie badań poinformował spadkobierców Ferdynanda Bloch-Bauera o okolicznościach, w jakich obrazy Klimta po wojnie stały się własnością Republiki (prawo dostępu do dokumentów po kilku tygodniach z powodu instrukcji ministerialnej było znowu niemożliwe).
Maria Altmann, która od czasu swojej ucieczki przed nazistami mieszkała w USA, starała się odzyskać swoje dziedzictwo, co zostało odrzucone przez właściwą austriacką minister Elisabeth Gehrer. Spadkobiercy zaskarżyli decyzję do sądu. Uznał on jednak, że obraz jest zgodnie z prawem przekazany na własność Öesterreichische Galerie Belvedere zgodnie z w ostatnią wolą Adeli Bloch-Bauer.
W 2005 roku. po złożeniu przez Marię Altmann pozwu w USA przeciw Republice Austrii (również w imieniu potomków braci i sióstr żyjących w Kanadzie) zwołano arbitraż (Andreas Nödl, Walter H. Rechberger, Peter Rummel). Stwierdził on w swojej decyzji z dnia 15 stycznia 2006 r., że „wymogi ustawy o restytucji dzieł sztuki z austriackich federalnych muzeów i galerii z 14 grudnia 1998 r., BGBl. I nr 181/1998, dotyczące nieodpłatnego zwrotu obrazów spadkobiercom zostały spełnione”.

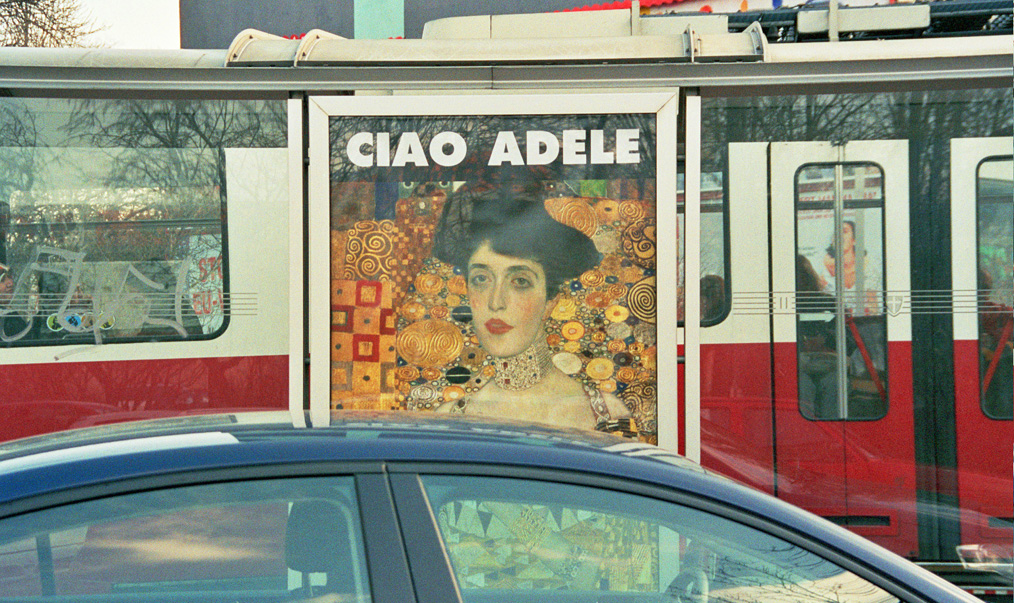
Ciao Adele (Wiedeń, listopad 2006)

Po tym, jak Republika Austrii musiała zrezygnować z prawa pierwokupu pięciu obrazów (Adele Bloch-Bauer I, Adele Bloch-Bauer II, Jabłoń I, Buchenwald/Birkanwald i Domy w Unterach am Attersee) o szacunkowej wartości 300 mln dolarów (około 250 mln euro), zostały one przeniesione 14 lutego 2006 roku do Los Angeles, gdzie od roku 1942, od czasu ucieczki przez Holandię i Anglię, mieszkała Maria Altmann. Tam zostały pokazane w Los Angeles County Museum of Art.
W dniu 19 czerwca 2006 roku gazety donosiły, że przedsiębiorca Ronald S. Lauder nabył portret Adele Bloch-Bauer rzekomo za 135 milionów dolarów (106,7 mln euro) w ramach prywatnej sprzedaży lub cichego handlu. Byłaby to najwyższa znana cena, która została zapłacona do tego czasu za obraz. Oficjalne potwierdzenie ceny ze strony Laudera lub prawnika Marii Altmann było niedostępne. Prawnik potwierdził jedynie, że cena była znacznie wyższe niż dotąd zapłacona za najdroższy obraz Pabla Picassa Chłopiec z fajką (2004: 104,1 mln USD). Jednak już w listopadzie 2006 roku rekord został przekroczony podczas sprzedaży obrazu No. 5, 1948 Jacksona Pollocka.
Obraz Adele bloch-Bauer I został wystawiony 12 lipca 2006 w Neue Galerie New York, której współzałożycielem w 2001 roku był Lauder. Stanowi tam istotny akcent kolekcji austriackiej i niemieckiej sztuki okresu około roku 1900.

## Filmy
W 2006 roku pojawił się film dokumentalny Stealing Klimt Jane Chablani, gdzie świadkowie Maria Altmann, Hubertus Czernin, Tina Walc, Jonathan Petropolous, Willy Korte i Randy Schoenberg opowiedzieli o historii restytucji dzieł sztuki utraconych podczas Anschlussu Austrii.
W 2015 powstał pełnometrażowy film Złota dama, uproszczony i częściowo zmieniony na potrzeby filmu obraz prowadzonego przez Marię Altmann sporu o Złotą Adelę i jeszcze cztery inne obrazy Klimta. Postać Marii Altmann grała w filmie Helen Mirren.